# Theta Pegasi
Theta Pegasi (La tinh hóa từ θ Pegasi, tên viết tắt là Theta Peg, θ Peg) tên chính thức là Biham /ˈbaɪ.æm/,, là tên của một ngôi sao nằm trong một chòm sao phương bắc tên là Phi Mã. Khoảng cách của nó với chúng ta là khoảng xấp xỉ 92 năm ánh sáng.

## Tên gọi
Theta Pegasi là tên được đặt theo định danh Bayer cho các ngôi sao.
Tên truyền thống của nó là Biham hoặc Baham từ cụm từ tiếng Ả rập s'ad al Biham, nghĩa là "Những ngôi sao may mắn của những con thú trẻ". Năm 2016, hiệp hội Thiên văn Quốc tế đã bắt đầu biên mục và tiêu chuẩn hóa tên của các ngôi sao. Ngày 21 tháng 8 năm 2016, họ đã xác nhận tên Biham và đưa nó vào trong danh sách IAU.
Trong tiếng Trung, 危宿 (Wēi sù, Nguy tú) nghĩa là Đòn nóc nhà, đó là tên chỉ một mảng sao chứa Theta Pegasi, Alpha Pegasi và Epsilon Pegasi. Do vậy, tên tiếng Trung cho ngôi sao này là 危宿二 (Wēi Sù èr - Nguy tú nhị - nghĩa là ngôi sao thứ hai của đòn nóc nhà).

## Thuộc tính
Ngôi sao này có quang phổ loại A với cấp sao biểu kiến là 3,53. Nghĩa là ta có thể nhìn thấy nó bằng mắt thường. Bán kính của nó gấp 2,6 lần mặt trời và tỏa sáng hay phát ra năng lượng gấp 25 mặt trời với nhiệt độ hiệu dụng nơi quang cầu là 7951 Kelvin.

## Dữ liệu hiện tại
Theo như quan sát, đây là ngôi sao nằm trong chòm sao Phi Mã và dưới đây là một số dữ liệu khác:
Xích kinh 22h 10m 11.98528s
Xích vĩ +06° 11′ 52.3078″
Cấp sao biểu kiến 3,53
Vận tốc xuyên tâm 7,90 km/s
Loại quang phổ A2 V
Giá trị thị sai 35,34 +/- 0,85